# بين كينيدي (سائق سباق)
بين كينيدي (بالإنجليزية: Ben Kennedy)‏ هو سائق سباق أمريكي، ولد في 26 ديسمبر 1991 في دايتونا بيتش في الولايات المتحدة.

## وصلات خارجية
- الموقع الرسمي
- بين كينيدي على موقع Racing-Reference.info (الإنجليزية)